# 王承基
王承基（1811年—1899年），字禹封，号竹鸥（一说“竹侯”），松江府上海县（今上海市）人。擅长作诗和书法。道光十七年丁酉科选贡入仕，官至陕西布政使。

## 生平
王承基拔贡后，起初以七品衔任职于刑部，之后历任刑部广东司员外郎、广西平乐府知府、陕西督粮道、陕西按察使，最终官至陕西布政使。
王承基为官陕西时，正值太平军由浙江、四川等地向西进犯。太平军一度距王承基守城仅四十余里，因其防备严密而放弃攻城，并借道别处。

## 影响
因多次在上海组织义捐和筹款，人称“王善人”。

## 家族
祖父，王廷玉。父，王学敏。岳父，安诗，户部兼吏部掌印给事中。弟，王承壎，咸豐九年己未恩科江南鄉試举人。弟，王承錄，钦赐举人。子，王宗寿，浙江候补道。